# Cheung Chi Wai
Cheung Chi Wai (in cinese: 張子慧; Hong Kong, 6 maggio 1946) è un ex calciatore hongkonghese naturalizzato taiwanese di ruolo attaccante.

## Biografia
Anche il padre Chang King Hai ed il fratello Cheung Chi Doy sono stati calciatori.

## Carriera

### Club
Ha iniziato la carriera nell'Happy Valley, a cui segue l'ingaggio al Sing Tao.
Nel 1968 si trasferisce in America per giocare con i canadesi del Vancouver Royals, impegnato nella prima edizione della North American Soccer League. Con i Royals ottenne il quarto ed ultimo posto della Pacific Division.
Terminata l'esperienza americana ritorna al Sing Tao, club nel quale milita sino al 1971.
Nel 1974 passa al Seiko, con cui vince tre campionati di Hong Kong, due Viceroy Cup e quattro FA Cup.

### Nazionale
Cheung Chi Wai ha vestito la maglia della nazionale taiwanese, partecipando con questa nel 1962, appena sedicenne, anche ad un tour nel sud-est asiatico.

## Palmarès
- Campionato di calcio di Hong Kong: 3

Seiko: 1974-1975, 1978-1979, 1979-1980
- Hong Kong Viceroy Cup: 2

Seiko: 1977-1978, 1978-1979
- Hong Kong Football Association Cup: 4

Seiko: 1974-1975, 1975-1976, 1977-1978, 1979-1980